# Mouna Raagam
Mouna Raagam („Cicha symfonia”) to kollywoodzki dramat psychologiczny z 1986 roku w reżyserii tamilskiego twórcy Maniego Ratnama. W rolach głównych wystąpili Karthik, Mohan i Revathi. 

## Fabuła
Straciwszy właśnie ukochanego Diya (Revathy) robi wszystko, aby uniknąć zaaranżowanego przez rodziców małżeństwa. Spóźnia się na pierwsze spotkanie z wybranym przez ojca kandydatem na męża.  Szczerze odmalowuje przed Karthikiem (Mohan) wszystkie swoje wady, jak umie zniechęcając go do małżeństwa. Daremnie. Karthika ujmuje jej szczerość i spontaniczność. Nadal pragnie poślubić Divyę. Na jej odmowę wyjścia za mąż  ojciec reaguje atakiem serca. Divya ulega namowom matki przerażonej o życie ojca. Wbrew swej woli poślubia Karthika. Opuszcza Tamilnadu. Kathik przywiózłszy ją do swego domu w Delhi liczy, ze Divya rozświetli i ogrzeje jego dom swoją obecnością. Czując jej opór próbuje ją zjednywać sobie czułością i troskliwością. Z radością chce ją obdarzać prezentami. Divya gotowa jest od niego przyjąć tylko jeden prezent...rozwód.

## Nagrody
- 1987 National Film Awards (Indie)
- Silver Lotus Award - Najlepszy film tamilski - Mouna Raagam - Mani Ratnam

## Obsada
- Karthik	 ... 	Manohar
- Mohan	... 	Chandra Kumar
- Revathy	... 	Divya
- Ramaswamy V.K

## Muzyka i piosenki
Muzykę skomponował Ilaiyaraaja, do tekstów poety Vaali:
- Nilavae Vaa - S. P. Balasubrahmanyam
- Mandram Vandaa - S. P. Balasubrahmanyam
- Chinna Chinna - S. Janaki
- Oh Megam Vanthatho - S. Janaki
- Panivizhum Iravu - S. Janaki, S. P. Balasubrahmanyam

Kompozytor Ilaiyaraaja ponownie użył  melodii „Mandram Vandaa” w bollywoodzkim Cheeni Kum.